# うしかい座矮小銀河II
うしかい座矮小銀河II(Boötes II Dwarf Galaxy)は、うしかい座の方角にある矮小楕円体銀河である。2007年にスローン・デジタル・スカイサーベイのデータから発見された。太陽からは約42000パーセク離れており、約120km/sの速度で向ってきている。ほぼ球形で、光が半減する半径は約51パーセクである。
うしかい座矮小銀河IIは、銀河系の伴銀河で最も小さく最も暗いものの1つであり、合計の光度は太陽光度の約1,000倍（絶対等級は約-2.7）しかなく、ほとんどの球状星団よりもずっと低い。しかし、質量は大きく、質量光度比は100を超える。
うしかい座矮小銀河IIを構成する恒星は、100億から120億歳の中程度に古い恒星が多い。金属量は、[Fe/H]=−1.8と低く、重元素の量が少なくとも太陽の80分の1以下であることを示している。現在、うしかい座矮小銀河IIの中で星形成は見られない。また、これまで中性水素原子は検出されておらず、存在するとしても上限は86太陽質量である。
うしかい座矮小銀河IIは、うしかい座矮小銀河からわずか1.5°（1600キロパーセク以下）しか離れていないが、銀河系に対してそれぞれ別の方向に運動しているため、物理的に結びついているとは考えられていない。約200km/sという相対速度は高すぎ、いて座ストリームやいて座矮小楕円銀河との結びつきの方が可能性が大きいと考えられている。うしかい座矮小銀河IIは、いて座矮小楕円銀河の伴銀河か、それによって40億から70億年前に引き裂かれた星団の可能性もある。